# Arthur Horwich
Arthur L. Horwich (1951) é um biologista celular estadunidense. Foi professor de genética e pediatria da Universidade Yale e do Instituto Médico Howard Hughes.

## Condecorações
- 2003: membro da National Academy of Sciences
- 2004: Prêmio Internacional da Fundação Gairdner
- 2007: Prêmio Wiley de Ciências Biomédicas
- 2007: Prêmio Rosenstiel
- 2008: Prêmio Louisa Gross Horwitz
- 2011: Prêmio Albert Lasker de Pesquisa Médica Básica[1]
- 2011: Prêmio Massry (com Franz-Ulrich Hartl)[2]
- 2012: Prêmio Shaw
- 2016: Prêmio Centro Médico Albany
- 2020: Breakthrough Prize in Life Sciences[3]